# Jarosław Klimaszewski
Jarosław Jan Klimaszewski (ur. 25 marca 1970 w Bielsku-Białej) – polski polityk i samorządowiec, prezydent Bielska-Białej (od 2018).

## Życiorys
Absolwent bielskiego III Liceum Ogólnokształcącego im. Stefana Żeromskiego. Ukończył psychologię na Uniwersytecie Śląskim oraz ekonomię w Górnośląskiej Wyższej Szkole Handlowej w Katowicach. Zawodowo związany z sektorem prywatnym, w 2008 został prezesem zarządu spółki akcyjnej Bezalin, funkcję tę sprawował do czasu wyboru na prezydenta Bielska-Białej.
Wstąpił do Platformy Obywatelskiej, został przewodniczącym tej partii w Bielsku-Białej i członkiem władz regionalnych. W latach 2006–2018 przez trzy kadencje był radnym miejskim w Bielsku-Białej, dwukrotnie (2008–2010, 2014–2018) przewodniczył radzie miejskiej. W 2017 objął funkcję prezesa Śląskiej Organizacji Turystycznej.
W 2018 został kandydatem Koalicji Obywatelskiej na prezydenta Bielska-Białej, jego kandydaturę poparł też ustępujący prezydent Jacek Krywult. W pierwszej turze otrzymał 38,87% głosów, w drugiej uzyskał poparcie na poziomie 55,50%, pokonując Przemysława Drabka z PiS i wygrywając wybory. W wyborach w 2024 z powodzeniem ubiegał się o reelekcję. W pierwszej turze otrzymał 45,88% głosów, a w drugiej 63,93% głosów, pokonując w niej kandydata PiS Konrada Łosia.

## Życie prywatne
Żonaty, ma trójkę dzieci – córkę i dwóch synów.